# Six Flags Over Texas
Six Flags Over Texas är ett nöjesfält i Arlington, Texas, USA.

## Om nöjesfältet
Six Flags Over Texas är den äldsta parken i kedjan Six Flags, och slog upp sina portar för första gången 1 augusti 1961.

## Åkattraktioner

### Berg- och dalbanor
- La Cucaracha - 1961-1964
- Runaway Mine Train - 1966
- Mini Mine Train - 1969
- Big Bend - 1971-1978
- Shock Wave - 1978
- Judge Roy Scream - 1980
- La Vibora - 1987
- Flashback - 1989
- Texas Giant - 1990
- Runaway Mountain - 1996
- Mr. Freeze - 1998
- Batman: The Ride - 1999
- Titan - 2001
- Wile E. Coyote's Grand Canyon Blaster - 2001
- Tony Hawk's Big Spin - 2008